# Lorette
Lorette è un comune francese di 4 464 abitanti situato nel dipartimento della Loira della regione dell'Alvernia-Rodano-Alpi.
Il luogo è famoso per essere il paese natale di Alain Prost, 4 volte campione del mondo di Formula 1

## Società

### Evoluzione demografica
Abitanti censiti